# Narathura curiosa
Narathura curiosa är en fjärilsart som beskrevs av Evans 1957. Narathura curiosa ingår i släktet Narathura och familjen juvelvingar. Inga underarter finns listade i Catalogue of Life.